# Sheareria nana
Sheareria es un género monotípico de plantas herbáceas, perteneciente a la familia Asteraceae. Su única especie Sheareria nana, es originaria del China.

## Descripción
Es una hierba, bienal (o anual de invierno). Tiene tallos erectos  ascendentes. Hojas basales 1.er año, caulinarias el segundo. Capítulos radiales, terminal o axilar. Involucro campanulado. Las flores femeninas dce color blanco o rosado, lámina elíptico-oblongas, enteras o 3 dientes; las flores del disco funcionalmente masculino (ovario estéril), campanulado y amarillo, lobulado. Los frutos son aquenios. Vilanos ausentes.

## Taxonomía
Sheareria nana fue descrita por Spencer Le Marchant Moore y publicado en Journal of Botany, British and Foreign 13(152): 227, pl. 165. 1875.
Sinonimia
- Sheareria polii Franch.